# Monster Hunter (videojuego)
Monster Hunter es la primera entrega de la serie de videojuegos de acción-aventura de Capcom, apareciendo por primera vez en la plataforma PlayStation 2. Cuenta la historia de las aventuras del héroe de la aldea Kokoto, quien tiene la misión de proteger a la aldea de la amenaza de una serie de criaturas gigantes llamadas Wyverns.
El juego fue lanzado en Japón el 11 de marzo de 2004 y luego en Norteamérica el 24 de septiembre de 2004. El juego fue relanzado en una versión expandida exclusiva para Japón llamada Monster Hunter G y luego llevado a Norteamérica y Europa en su versión portátil bajo el nombre de Monster Hunter Freedom para la PlayStation Portable.
Aunque gran parte del juego se podía disfrutar en solitario, una característica destacable era la posibilidad de jugar en modo multijugador a través de Internet. Contaba con toda una nueva aldea disponible sólo accesible en este modo, llamada Minegarde. Presentaba misiones exclusivas que ya no son accesibles debido a que Capcom cerró el acceso a los servidores a finales de 2007.

## Características
Monster Hunter pone al jugador en el papel de un aspirante a cazador que, auspiciado por el gremio de cazadores, debe atravesar por numerosas misiones con motivo de alcanzar fama y gloria entre sus pares. Armaduras, armas y otros artículos que lo ayudarán en su trabajo tienen que ser fabricadas usando materiales que son recolectados durante la travesía, cosechando plantas, picando grutas y extrayéndolos de los cuerpos de los monstruos derrotados. Monstruos más poderosos contienen materiales más raros que sirven para hacer armaduras y armas más poderosas.

### Misiones
Las misiones son obtenidas a través del jefe de la Aldea Kokoto o bien directamente del gremio de cazadores, ambos poseen diferentes líneas históricas: Al obtener misiones del jefe, el cazador irá accediendo a nuevas características de la ciudad, como nuevas rutas comerciales que le permitirán obtener mejores artículos en la tienda. Las misiones del gremio de cazadores tienen la finalidad de aumentar el rango de cazador (RC), lo que le permite acceder a misiones de dificultad superior. Las misiones están clasificadas por una cantidad de estrellas, de 1 a 8. El siguiente rango se vuelve disponible al terminar todas las misiones de una categoría.
Hay diferentes tipos de misiones:
- Misión de Caza: El cazador es enviado a derrotar uno o más monstruos.
- Misión de Recogida: El cazador es enviado a recolectar cierto objeto, o simplemente deambular por una zona recogiendo lo que necesite.
- Misión de Captura: Donde el cazador deber rastrear, provocar, herir y capturar a cierto monstruo o Wyvern usando una trampa.

Mientras estuvo disponible, todas las semanas se publicaba de manera en línea una Misión de Evento que ofrecía objetos especiales y monstruos que no podían ser enfrentados de ninguna otra manera.

## Equipamiento

### Armaduras
El equipamiento en Monster Hunter fue la base para el resto de la serie, se divide en dos grandes ramas: Maestro de Espada y Artillero, lo que marca el papel del cazador dentro de la pelea y el estilo.
La armadura de cada cazador se divide en 5 partes: Cabeza, torso, brazos, cintura y piernas. El cazador puede elegir que equipar en cada una de ellas o bien no equipar nada. Cada parte se crea exclusivamente para cada rama (si se lleva puesto un torso de Maestro de Espada no se pueden llevar cinturas de Artillero) y la única parte que, en algunos casos, se salta esta regla son la parte para la cabeza, sin embargo casi todos los sets de armaduras cuentan con un casco ad hoc para artillero o maestro de espadas. Al estar los Maestros en constante cercanía al monstruo, sus armaduras presentan por lo general poca resistencia a los elementos, pero mucha defensa en sí, al contrario del Artillero, que al estar generalmente más lejos, necesita más defensa de aquellos elementos que puedan alcanzarle, y tienen menos defensa. 
Las armaduras se pueden comprar, aunque por lo general son más débiles que las armaduras creadas con partes de monstruos, así como las mismas ofrecen distintas habilidades, como Anti-Veneno o Anti-Calor. Cuanto mejor es el material a trabajar, mejor es la armadura, así que las mejores armaduras provienen de los mejores monstruos.

### Armas
Existen las 2 ramas ya mencionadas que son el Maestro de las Espadas y el Artillero, de los cuales se dividen distintas armas: Las Espadas (con escudo), las Espadas Dobles, las Grandes Espadas, las Lanzas y los Martillos por el lado del Maestro, y por el lado del Artillero están las Pistolas y Ballestas.
Afilado: Únicamente en armas de Maestro de las espadas, cuanto más afilada es el arma, más daño inflige. Hay 4 niveles de afilado: Afilado Perfecto (la hoja está en verde), Afilado Normal o Común (la hoja está común), Desafilado (la hoja tiene dientes) y Sin Afilado (la hoja no tiene forma ni dientes y está en rojo). Siempre se tiene que tener a la vista el afilado ya que al empezar a luchar contra monstruos más fuertes, su piel es cada vez más dura y los ataques se desvían. El Afilado por defecto de cada arma es Amarillo, pero se puede mejorar.
Espadas (con Escudo): Una espada corta y un escudo. Es el arma más rápida de manejar mano a mano ya que su ataque es fluido y se puede esquivar con facilidad con ellas gracias a que se puede correr sin enfundarlas. También se puede defender, y mientras se mantiene la defensa, atacar, pero en ese segundo el cazador es vulnerable, por lo que tiene que buscar un momento justo para hacerlo. Muy recomendada contra wyverns rápidos y potentes.
Espadas Dobles: Dos espadas cortas. Se caracterizan por tener un ataque incluso más rápido y fluido que la Espada con Escudo, así como posee un modo de ataque más rápido y potente que consume la resistencia poco a poco. Pero así como posee ventajas, también posee 2 desventajas fundamentales: su Afilado se desconcha mucho más rápido que cualquier arma, y no se puede defender con ellas. Recomendada contra monstruos de mediano a gran tamaño.
Grandes Espadas: Una espada grande y pesada. Se caracteriza por su ataque muy potente, gracias a su peso y tamaño, pero esto le juega en contra a la hora de atacar, ya que el ataque de la misma es lento. Muy recomendada contra monstruos lentos y/o de mediano a gran tamaño.
Lanzas: Una lanza y un escudo. Las lanzas poseen un ataque bastante fuerte y su característica es que se puede atacar arriba y se puede cargar con ella. Así como la Espada con Escudo, se puede atacar al mismo tiempo que se defiende, quitando incluso el momento de debilidad de la Espada con Escudo. Útil contra cualquier wyvern siempre y cuando se maneje bien.
Martillos: Un martillo de guerra. Fuertes y con un ataque de velocidad normal, se caracterizan por su modo de carga de ataque, que consume resistencia: cuanto más se carga, más potente el ataque.No se puede defender con los Martillos. Útil contra monstruos rápidos. 
Por el lado de los Artilleros están:
Pistolas: Una especie de ballesta pequeña y ligera. Las armas artilleras se caracterizan por sus ataques a larga distancia, por lo que son útiles para mantener la distancias contra monstruos fuertes. Así como los Maestros de Espadas necesitan Afilado, los Artilleros utilizan municiones o "ammo". Existen diferentes tipos de ammo, con diferentes usos o habilidades: aturdimiento, sueño, veneno, o que marcan al monstruo. etc. En comparación con la ballesta, posee menos ataque, pero más libertad y rapidez de movimiento, así como una recarga más rápida. Se recomienda usarla en solitario.
Ballestas: Una ballesta pesada de guerra. La ballesta posee las mismas características que las pistola: utilizan munición y atacan a larga distancia. La diferencia es que las ballestas son más pesadas para moverse, y más lentas para recargar, pero pueden utilizar más municiones que la pistola y tienen más ataque. Se recomienda usarla en grupo.